# Grand Princess
Die Grand Princess ist ein 1998 in Dienst gestelltes PostPanamax-Kreuzfahrtschiff der Reederei Princess Cruises. Sie ist das Typschiff der Grand-Klasse und hat mit der Carnival Adventure und der Carnival Encounter zwei Schwesterschiffe, die ebenfalls für Princess Cruises in Dienst gestellt wurden. Bei Indienststellung übertraf das Schiff die Carnival Destiny als das größte und bis dahin teuerste Kreuzfahrtschiff der Welt. Die Grand Princess wurde in erster Linie für Kreuzfahrten in der Karibik konzipiert und gebaut.

## Geschichte

### Bau und Indienststellung
Am 8. Februar 1994 gab die Reederei P&O – Princess Cruises bei der italienischen Werft Fincantieri einen Kreuzfahrtschiff-Neubau in Auftrag. Der ungewöhnliche Entwurf, der sich deutlich von anderen Kreuzfahrtschiffen unterscheidet, stammt von dem italienischen Schiffsarchitekten Giacomo Mortola (GEM srl, Genua) und Theresa Anderson, die bei Princess Cruises für die Gestaltung der Innenausstattung verantwortlich ist. Die Kiellegung des Schiffes mit der Baunummer 5956 fand am 1. Juli 1996 in Monfalcone statt. Ein knappes Jahr später, im Mai 1997, wurde das Baudock geflutet und das Schiff an den Ausrüstungskai der Werft überführt, wo es am 20. Februar 1998 fertiggestellt wurde. Die Ablieferung an P&O Princess Cruises erfolgte am 19. Mai 1998. Die Jungfernfahrt begann am 26. Mai 1998. Das Schiff ging unter der Flagge Liberias in Dienst. Die Taufe durch die Schauspielerin Olivia de Havilland fand erst am 29. September 1998 in New York City statt. Seit 2000 ist das Schiff im Schiffsregister der Bermudas eingetragen.

### Umbau 2011
Während eines Trockendockaufenthaltes im Grand Bahama Shipyard in Freeport (Bahamas) zwischen dem 11. April und dem 4. Mai 2011 wurde die Grand Princess umfangreich umgestaltet. Die auffälligste Änderung betraf den Rückbau des für die Baureihe charakteristischen „Skywalker Nightclub“, der von Deck 18 nach Deck 15 verlegt und in „One5 Lounge“ umbenannt wurde. Durch diese Maßnahme sollen Seitenwindempfindlichkeit und Kraftstoffverbrauch reduziert werden. Neben der Neugestaltung mehrerer öffentlicher Bereiche (Restaurants, Casino, Einkaufsmöglichkeiten) wurde auch das Atrium des Schiffes im Stil einer italienischen Piazza komplett neu aufgebaut. Darüber hinaus wurden zehn neue Suiten eingerichtet.
Am 6. Mai 2011 ging die Grand Princess im Rahmen einer Atlantiküberquerung von Fort Lauderdale nach Southampton wieder planmäßig in Dienst. Laut Angaben der Reederei war dies der umfassendste Umbau, der jemals an einem Kreuzfahrtschiff von Princess Cruises vorgenommen wurde.

### Coronavirus 2020
Nachdem US-Behörden festgestellt hatten, dass ein Mann, der an einer Infektion mit dem neuartigen Coronavirus SARS-CoV-2 gestorben war, bis zum 21. Februar 2020 auf der Grand Princess reiste, ordneten sie Tests auf das Virus an Bord an. Die Grand Princess war auf einer Reise von San Francisco nach Hawaii, als eine Abkürzung der Reise und die Rückkehr angeordnet wurde. Am 4. März traf das Schiff vor der kalifornischen Küste mit 3.500 Menschen an Bord ein. Hubschrauber der Nationalgarde warfen Schnelltests ab, die anschließende Überprüfung von Verdachtsfällen ergab, dass mindestens 21 Personen an Bord mit dem Virus infiziert waren. 19 von ihnen waren Besatzungsmitglieder. Vizepräsident Mike Pence kündigte an, das Schiff in einen nicht gewerblichen Hafen umleiten zu lassen, wo alle Personen an Bord getestet werden sollen. Das Schiff kam am 8. März in Oakland an, von wo die Passagiere auf verschiedene Einrichtungen verteilt wurden. Die Masse der Passagiere ohne Symptome wurde auf der nahegelegenen Travis Air Force Base für 14 Tage unter Quarantäne gestellt, während ausländische Passagiere über den Flughafen Metropolitan Oakland International in ihre Heimatländer zurückflogen.
Anwälte reichten am 4. Juni 2020 für 2.800 Passagiere der Grand Princess eine Sammelklage (Class Action Lawsuit) gegen die Betreibergesellschaft und ihre Muttergesellschaft vor einem Bundesgericht in Südkalifornien ein. Sie warfen den Veranstaltern der Kreuzfahrt im Februar 2020 grobe Fahrlässigkeit vor. Die Veranstalter hätten mögliche COVID-19-Fälle wissentlich an Bord gelassen und nach dem Auftreten von COVID-19 Passagiere weiter ermutigt, sich zu vergnügen und eng zu interagieren. Die Beklagten erklärten, sie würden sich grundsätzlich nicht zu anhängigen Rechtsfällen äußern, die Gesundheit und Sicherheit der Passagiere hätten aber oberste Priorität gehabt.

## Maschinenanlage und Antrieb
Die Grand Princess ist mit einer dieselelektrischen Maschinenanlage ausgerüstet. Die sechs 16-Zylinder-V-Motoren der Sulzer-Baureihe ZA40S wurden von GMT (Grandi Motori Trieste) in Lizenz gebaut. Sie entwickeln eine Leistung von 11.520 kW und treiben jeweils einen Generator an. Anhand der Motordrehzahl von 514/min ergibt sich eine Wechselstromfrequenz von 60 Hz. Zusätzlich sind zwei Notstromsysteme mit einer Leistung von jeweils 900 kW vorhanden. Die Abwärme der Dieselmotoren wird über Abgaskessel als sog. Prozesswärme zur Dampferzeugung genutzt.
Der Antrieb der Grand Princess erfolgt konventionell mit von Siemens hergestellten Drehstrom-Synchronmotoren über Wellenanlagen auf zwei Festpropeller mit einem Gewicht von jeweils ca. 40 Tonnen. Das Antriebssystem der Grand Princess wird über acht Stromrichtertransformatoren mit einer Leistung von je 6.150 kVA versorgt.
Die Steuerung des Schiffes erfolgt über Halbbalance-Ruder. Zur Unterstützung der Manövrierbarkeit ist die Grand Princess mit Querstrahlanlagen in Bug und Heck ausgerüstet. Die Anlagen im Bug entwickeln eine Gesamtleistung von 6.600 kW (ca. 8.970 PS), während die Heckstrahler insgesamt 5.160 kW (ca. 7.020 PS) leisten. Um Rollbewegungen zu dämpfen, sind an den Längsseiten des Rumpfes ausfahrbare Stabilisatorflossen installiert.
Die Maschinen und Systeme der Grand Princess werden über ein Schiffsautomationssystem überwacht und gesteuert.

## Kabinen und Bordeinrichtungen
Die Grand Princess verfügt über 1.300 Kabinen, in denen bis zu 3.100 Passagiere untergebracht werden können. Von den 928 Außenkabinen sind 80 % mit einem Balkon ausgestattet. Dieses Verhältnis war zum Zeitpunkt der Indienststellung konkurrenzlos. Im Gegensatz zu vielen anderen Kreuzfahrtschiffen, wurden die Balkone jedoch nicht in die Rumpfkontur integriert, sondern außen angehängt. Durch die größere Breite kann das Schiff den Panama-Kanal nicht mehr passieren.
Das markanteste Detail der Grand Princess war der „Skywalker Nightclub“, der wie ein Spoiler in einer Höhe von etwa 45 Metern über der Wasserlinie quer über dem Heck angeordnet war. Er diente tagsüber als Beobachtungslounge und wurde am Abend als Discothek genutzt. Die aus technischer und ästhetischer Sicht (Unterhaltungskosten, Verschattung des Hecks) immer umstrittene Einrichtung, oft auch als „Einkaufswagengriff“ bezeichnet, wurde während der umfangreichen Renovierung des Schiffes im Frühjahr 2011 entfernt.